# Vilma Pirkovič Bebler
Vilma Pirkovič Bebler, slovenska agronomka, partizanka prvoborka in družbenopolitična delavka, * 12. september 1918, Gorica, † 23. november 1996, Ljubljana.

## Življenje in delo
Že med študijem na zagrebški Agronomski fakulteti je bila dejavna v naprednem (levičarskem) študentskem vodstvu in Akademskem društvu Triglav. Študij agronomije je 1940 prekinila in diplomirala po vojni leta 1951. Članica Skoja je postala 1937, v Komunistično partijo Jugoslavije pa je bila sprejeta 1940. Leta 1941 je vstopila v NOB, kjer je opravljala politične funkcije; v letih 1941−1942 je bila v Ljubljani kurirka Glavnega poveljstva slovenskih partizanskih čet, 1942–1945 je sodelovala v mladinskem političnem vodstvu, bila prva predsednica Zveze slovenske mladine (1943–1945) in bila članica ter sekretarka Pokrajinskega komiteja Skoja za Slovenijo (1944). Bila je sourednica Mladine in urednica Mlade pesti. Po osvoboditvi je bila med drugim nad 10 let predsednica Forme vive (1961–1973), večkratna republiška poslanka in članica sveta republike. Objavila je več člankov in razprav, tudi o zgodovini mladinskega gibanja na Slovenskem. Za svoje delo je prejela več državnih odlikovanj.
Njen mož je bil Franc Pirkovič (1914–1989),  hči je Jelka Pirkovič (Kocbek).

## Odlikovanja
- red zaslug za ljudstvo s srebrnimi žarki
- red zaslug za ljudstvo s srebrno zvezdo
- partizanska spomenica 1941